# 迈陈镇
迈陈镇，是中华人民共和国广东省湛江市徐闻县下辖的一个乡镇级行政单位。

## 行政区划
迈陈镇下辖以下地区：
迈市社区、迈糖社区、迈陈村、北街村、龙潭村、新地村、东莞村、打银村、那朗村、坑头村、青桐村、白坡村和官田村。